# Maurice aux Jeux olympiques d'été de 2004
Maurice a participé aux Jeux olympiques d'été de 2004 à Athènes mais n'a remporté aucune médaille.